# 圣瓦伦廷
圣瓦伦廷是巴西南大河州的一个市镇。总面积154.187平方公里，总人口3919人，人口密度25.4人/平方公里。